# Zora Young
Zora Young, est une chanteuse de blues afro-américaine, née à West Point, Mississippi, le 21 janvier 1948.

## Biographie
Cousine éloignée du bluesman Howlin' Wolf, et originaire du Mississippi, Zora Young devient dans les années 1970 la « protégée » du bluesman Sunnyland Slim. Elle côtoie rapidement la crème des bluesmen de Chicago, la « Windy City » et se distingue dans le show "Heart of the Blues" articulé sur les vies des pionnières du genre, Ma Rainey et Bessie Smith.
Elle participe en 1981-1982 à la tournée « Blues with the Girls », avec Bonnie Lee et Big Time Sarah, qui parcourt l'Europe, en donnant toute une série de concerts en France.
À partir de la fin des années 1990, elle enregistre plusieurs albums pour le prestigieux label de Chicago Delmark Records, créé au début des années 1950 par Bob Koester, et se produit fréquemment en France, en particulier aux côtés du bluesman français Bobby Dirninger, avec qui elle enregistre, en 2005 à Chicago, « Tore up from the Floor up ». 
En 2009, avec ce même Bobby Dirninger, produit par le journaliste Chris Dussuchaud, et accompagnée entre autres des musiciens français du groupe Natural Blues, elle sort The French Connection (Delmark), avec notamment une reprise de « In the Ghetto ». Enregistré en France lors de plusieurs sessions en studio et concerts, ce disque reste plusieurs semaines en tête des hit-parades des réseaux blues américains, canadiens, espagnols, grecs, anglais, australiens, etc. une première pour une production française. Offert au président Barack Obama, il est diffusé plusieurs mois durant dans le hall de l'aéroport de Chicago, et lui vaut une nomination aux « US Blues Awards 2010 » et de nombreux lauriers dont le Grand Prix du blues délivré en 2010 par le Hot Club de France.
En raison de ses fidèles accointances avec Limoges, une ville où depuis les années 1940 le jazz est roi grâce à l'action du Hot-Club local et où est implantée Swing FM, 101.2 FM (une radio 100 % blues, gospel et jazz classique), Zora Young est faite « citoyenne d'honneur » par le député-maire Alain Rodet, lui-même passionné de jazz.

## Discographie
- Blues with the Girls, EPM
- Stumbling blocks and stepping stones, Blue Sting
- Tore Up from the Floor Up, Delmark
- Learned My Lesson, Delmark
- Travelin' Light, Sky Ranch
- Sunnyland, Airway
- The French Connection, avec Bobby Dirninger, Delmark